# Ville de Shellharbour
La ville de Shellharbour (en anglais : City of Shellharbour) est une zone d'administration locale située dans l'État de Nouvelle-Galles du Sud en Australie.

## Géographie
Située dans la région de l'Illawarra, à environ 100 km au sud du centre-ville de Sydney, la ville de Shellharbour couvre 147 km2 d'un territoire qui s'ouvre à l'est sur la mer de Tasman, sur la rive méridionale du lac Illawarra et de la Macquarie. Elle forme une seule agglomération avec la ville de Wollongong au nord.

### Quartiers
| - Albion Park - Albion Park Rail - Barrack Heights - Barrack Point - Blackbutt - Calderwood - Croom | - Dunmore - Flinders - Lake Illawarra - Macquarie Pass - Mount Warrigal - North Macquarie - Oak Flats | - Shell Cove - Shellharbour - Shellharbour City Centre - Tongarra - Tullimbar - Warilla - Yellow Rock |

## Histoire
La région est explorée par George Bass et Matthew Flinders en 1796. Des colons s'y installent entre 1817 et 1831 et la première communauté est fondée en 1851. La municipalité est créée en 1859 et prend le nom de ville en 1995.
En 2015, le gouvernement de Nouvelle-Galles du Sud propose de fusionner Shellharbour avec Wollongong afin de former une nouvelle zone d'administration locale de 831 km2 regroupant environ 276 000 habitants. En 2017, Gladys Berejiklian, nouvelle Première ministre de l'État, annonce le retrait du projet contesté par une partie de la population et des élus locaux.

## Démographie
| 2001   | 2006   | 2011   | 2016   | 2021   |
| ------ | ------ | ------ | ------ | ------ |
| 56 964 | 60 337 | 63 605 | 68 460 | 76 271 |

## Politique et administration
Le conseil municipal comprend neuf membres, dont le maire, élus pour un mandat de quatre ans. À la suite des élections du 4 décembre 2021, les travaillistes détiennent 4 sièges et les indépendant 5 sièges.

### Liste des maires
| Période                                  | Période           | Identité        | Étiquette    | Qualité |
| ---------------------------------------- | ----------------- | --------------- | ------------ | ------- |
| Les données manquantes sont à compléter. |                   |                 |              |         |
| septembre 2011                           | 17 septembre 2012 | Kellie Marsh    | Libérale     |         |
| 17 septembre 2012                        | 23 décembre 2021  | Marianne Saliba | Travailliste |         |
| 23 décembre 2021                         | en cours          | Chris Homer     | Indépendant  |         |

La zone est rattachée aux circonscriptions de Gilmore et de Whitlam pour les élections fédérales et à celles de Kiama et Shellharbour pour les élections à l'Assemblée législative de Nouvelle-Galles du Sud.